# 132. brigada HV
132. brigada Hrvatske vojske (Našice) osnovana je 19. listopada 1991. godine i bila je brigada Hrvatske vojske tijekom Domovinskog rata. U narodu je bila poznata pod imenom "našička", iako je bilo pripadnika iz drugih tadašnjih općina. 

## Ratni put
132. brigada Hrvatske vojske osnovana je 19. listopada 1991., temeljem zapovijedi načelnika GS OSRH, ista se popunjava iz Uprave i Ureda za obranu Našice i Orahovica.
Nakon osvajanja vojarne neprijateljske JNA u Našicama 21. rujna 1991. i osvajanje većih količina oružja stvorili su se preduvjeti za formiranje većih postrojbi Hrvatske vojske na širem našičkom području.
Već krajem rujna organizirana je dragovoljna postrojba koja odlazi u obranu grada Vukovara. Od 67 pripadnika u borbama u Vukovaru poginulo je 18 pripadnika, neki su ubijeni i na Ovčari, a većina ostalih biva zarobljena i razmijenjena u kolovozu 1992.
Kod ustrojavanja 132. brigade u sastav iste prelazi jedna bojna iz 107. brigade HV Valpovo, koja je u svom sastavu imala pripadnike iz našičkog kraja, te postaje 1. bojna 132. brigade.
2. bojnu 132. brigade čini pripadnici iz Orahovice i okolice. Kasnije su formirane 3. i 4. bojna.
Nekoliko dana nakon formiranja brigada preuzima prvu crtu bojišnice u selu Ivanovcu i okolici, na južnom strani obrane grada Osijeka. Posebno teške borbe brigada vodi u prosincu 1991. nakon neprijateljskoga zauzimanja susjednog sela Antunovca jer je tada Ivanovac biva okružen s tri strane. U više navrata uspijeva odbiti napade iz smjera polja Rudine prema Divošu. Brigada u rajonu sela Ivanovac boravi do sredine ljeta 1992.
2. orahovačka bojna u tom vremenu drži crtu bojišnice zapadno od grada Orahovice podno Papuka. Bojna je ustrojena i prvi put postrojena 4. listopada 1991. u Čačincima, te odmah preuzima prvu crtu bojišnice u selu Humljani. 20. listopada 1991. bojna prelazi u sastav 132. brigade HV.
U oslobađanju potpapučkih sela u prosincu 1991. (Operacija Orkan '91.) uz 2. bojnu sudjeluju i drugi dijelovi brigade, tada su oslobođena sela Kokočak, Pušina i Slatinski Drenovac. Nakon toga bojna prelazi u obranu sela Ivanovac, gdje se tada već nalazi glavnina brigade.
U jesen 1992. i proljeće 1993. brigada sudjeluje u obrani Posavine.
Preustrojem tijekom 1994. u brigadu ulazi jedna bojna pripadnika s valpovačkog područja, a brigada u to vrijeme nosi naziv 132. brigada HV Našice-Orahovica- Valpovo sa sjedištem u vojarni u Našicama. Dio pripadnika prelazi u okolne Domobranske postrojbe.
Tijekom 1995. i VRA „Bljesak“ brigada preuzima bojišnicu na istoku Slavonije i to državnu granicu prema tadašnjoj SR Jugoslaviji na potezu Strošinci – Soljani u općini Vrbanja nedaleko Županje.
Za vrijeme VRA „Oluja“ brigada drži crtu bojišnice u rajonu sela Koritna – Kešinci nedaleko Đakova.
Prvi zapovjednik brigade bio je general-pukovnik Slavko Barić kasnije načelnik Hrvatskog vojnog učilišta "dr. Franjo Tuđman".
Kroz brigadu je prošlo 5000 branitelja, poginulo je 59 pripadnika, a više od 200 je bilo ranjenih.
Tijekom Domovinskog rata veliki broj pripadnika brigade prešao je u gardijske brigade i to u 5. gardijsku brigadu "Sokolovi", 3. gardijsku brigadu "Kune", te kasnije u 81. gardijska bojna HV "Kumovi" i druge postrojbe.

## Odlikovanja
Brigada je odlikovana Redom Nikole Šubića Zrinskog za iskazano junaštvo njezinih pripadnika u Domovinskom ratu, a povodom 15. obljetnice Oružanih snaga Republike Hrvatske. 

## Zanimljivosti
Naziv po 132. brigadi danas nosi jedna od najmlađih ulica u Našicama nedaleko srednje škole, a napisana je tijekom rata i pjesma 132. našička brigada, autora Kazimira Mikašeka.
Od 19. listopada 2017. vojarna u Našicama nosi naziv  Vojarna 132. brigade Hrvatske vojske.

## Vanjske poveznice
- http://nasice.hr/